# La Crónica de los Carabancheles
La Crónica de los Carabancheles («... periódico defensor de los intereses morales y materiales de estos pueblos y los del partido de Getafe») fue un periódico español publicado del 18 de julio de 1897 de 1897 al 5 de julio de 1898, uno de tantos otros de corta duración fundados y desaparecidos en la España del siglo XVIII.
Publicada con una periodicidad de tres números al mes —«los días 5, 15 y 25 de cada mes»—, La Crónica, al igual que otro periódico conservador de la época, el Eco de Getafe, representaba a los intereses de propietarios del sector cerealístico.
Sus colaboradores incluyeron a Gregorio Martínez Sierra, quien también publica allí varios poemas suyos su amigo José Ruiz-Castillo, quien más tarde colaboraría con Martínez Sierra en otras revistas como Helios (1903-1904) y Renacimiento (1907), José Serred Mestre, José Garcés a quien iba dirigida toda la correspondencia y R. Ferrer Hilario.